# 安东尼奥·阿洛基奥
安东尼奥·阿洛基奥（義大利語：Antonio Allochio，1888年9月20日—1956年7月18日），生于帕伊托内，意大利前男子击剑运动员。他曾获得1920年夏季奥运会男子重剑团体金牌，在该届奥运会期间他仅在预赛阶段出场参赛。